# Jurupa Valley
Jurupa Valley ist eine Stadt im Riverside County im US-Bundesstaat Kalifornien. 2011 wurde Jurupa Valley durch Zusammenschluss fünf bisheriger Census-designated places gegründet. Das U.S. Census Bureau hat bei der Volkszählung 2020 eine Einwohnerzahl von 105.053 ermittelt.

## Geografie
Jurupa Valley bedeckt ein Gebiet von 112,7 km², wovon 112,1 km² Land- und 0,6 km² Wasserfläche sind. Die Einwohnerzahl betrug 2011 geschätzt 94.235; sichere Daten können nicht ermittelt werden, da die Stadt zum Zeitpunkt der Volkszählung 2010 noch nicht bestand.
Im Süden und Osten wird Jurupa Valley vom Santa Ana River begrenzt, im Norden vom San Bernardino County und im Westen von der Interstate 15.
Jurupa Valley ist in die zehn Stadtviertel Mira Loma, Glen Avon, Sky Country, Indian Hills, Pedley, Rubidoux, Belltown, Jurupa, Jurupa Hills und Sunnyslope aufgeteilt.

## Geschichte
Jurupa Valley entstand am 1. Juli 2011 durch die Zusammenlegung von fünf bisherigen Census-designated places, nämlich Glen Avon, Mira Loma, Pedley, Rubidoux und Sunnyslope. Am 8. März 2011 hatte sich die Bevölkerung zuvor mit einem Stimmanteil von 54,05 Prozent für die Zusammenlegung entschieden.
Bereits 1992 hatte es Überlegungen gegeben, die Stadt zu gründen, die Bürger stimmten jedoch sowohl gegen diese Variante wie auch die, nur Mira Loma zu einer eigenen Stadt zu erklären.
Im September 2013 wurde bekannt, dass Jurupa Valley möglicherweise sein Stadtrecht wieder zurückgeben möchte. Zuletzt wurde im Jahr 1972 eine Stadt im Riverside County aufgelöst.

## Demographie
Durch die Gründung des Census-designated place im Jahr 2011 wurde die Einwohnerzahl für Jurupa Valley erstmals im Rahmen des United States Census 2020 ermittelt. Zum Stichtag lebten offiziell 105.053 Menschen in 24.829 Haushalten in Jurupa Valley.